# Pecorino di Norcia del pastore
Il pecorino di Norcia del pastore, o tradizionalmente pecorino di Norcia, è un formaggio prodotto con latte di pecora e prodotto tipico umbro.
È una produzione tipica umbra, come tale è stata ufficialmente riconosciuta e inserita nella lista dei prodotti agroalimentari tradizionali italiani (P.A.T) del Ministero delle politiche agricole alimentari e forestali (Mipaaf).

## Nome
Tradizionalmente conosciuto semplicemente come pecorino di Norcia ha assunto il nome attuale, protetto dalla P.A.T, per differenziarsi dal Pecorino di Norcia del caseificio che è un recente tentativo di modernizzarne la produzione.

## Caratteristiche
Viene prodotto con latte intero di pecora.
Ha una forma cilindrica con uno scalzo fra gli 8 e i 14 centimetri mentre il diametro varia dai 15 ai 24. Esternamente la crosta è gialla via via più scuro all'aumentare del periodo di stagionatura, effettuata in fossa/grotta; internamente la pasta è di un colore tra il bianco ed il giallo paglierino.
Ha un sapore piccante che tende ad attenuarsi con la stagionatura. Quest'ultima varia per un periodo dai 120 ai 180 giorni. Il pecorino di Norcia del pastore è prodotto da gennaio ad agosto nel territorio dell'alta Valnerina.